# Egy év fókák és pingvinek között
Egy év fókák és pingvinek között (eredeti cím: Ein Jahr bei Robben und Pinguinen) 1984-ben forgatott tíz részes színes NDK ismeretterjesztő filmsorozat, amely Rudolf Bannasch biológus, Dr. Martin Rauschert és Klaus Feiler közreműködésével készült. A Magyar Televízió 1-es és 2-es adása 1987-ben és 1990-ben vetítette.

## Epizódlista
1. Vendégek a jég birodalmában (Ankunft im ewigen Eis)
2. A Déli-Jeges-tenger kolosszusai (Kolosse am Eismeer)
3. Találkozás a szürkületben (Treff im Morgengrauen)
4. Élet a jég alatt (Leben unter dem Eis)
5. Tavasz az Adrley-n (Frühling auf Ardley)
6. A Jeges-tenger vitorlázói (Eismeerseler im Sturm)
7. Rablók a Déli-sarkon (Räuber am Südpol)
8. Egy ismeretlen nyomában (Unbekanntem auf der Spur)
9. Tél az állomáson (Winter auf der Station)
10. Viszontlátásra, Antarktisz! (Auf Widersehen, Antarktika!)